# Запис Мијића оброк (Топли До)
Запис Мијића оброк (Топли До) се налази на парцели чији је власник Мијић Вера.

## Локација
| Општина             | Пирот                                                                       |
| Катастарска општина | Топли До                                                                    |
| Потес               | Село                                                                        |
| Координате          | 43° 20′ 05″ С; 22° 40′ 02″ И / 43.334600000000002° С; 22.667300000000001° И |
| Надморска висина    | 655m                                                                        |

## Карактеристике
Дендрометријске вредности утврђене на терену и сателитским снимцима:
| Стабло                     | Крст |
| Висина стабла              | m    |
| Обим дебла                 | m    |
| Пречник крошње             | 0m   |
| Пречник дебла              | m    |
| Висина дебла до прве гране | m    |

## База записа
Запис је у оквиру Викимедија пројекта "Запис - Свето дрво" заведен под редним бројем 0883.